# Ceramica di Lodi
La ceramica di Lodi è ceramica prodotta a Lodi. Essa raggiunse il suo apice qualitativo nel XVIII secolo.

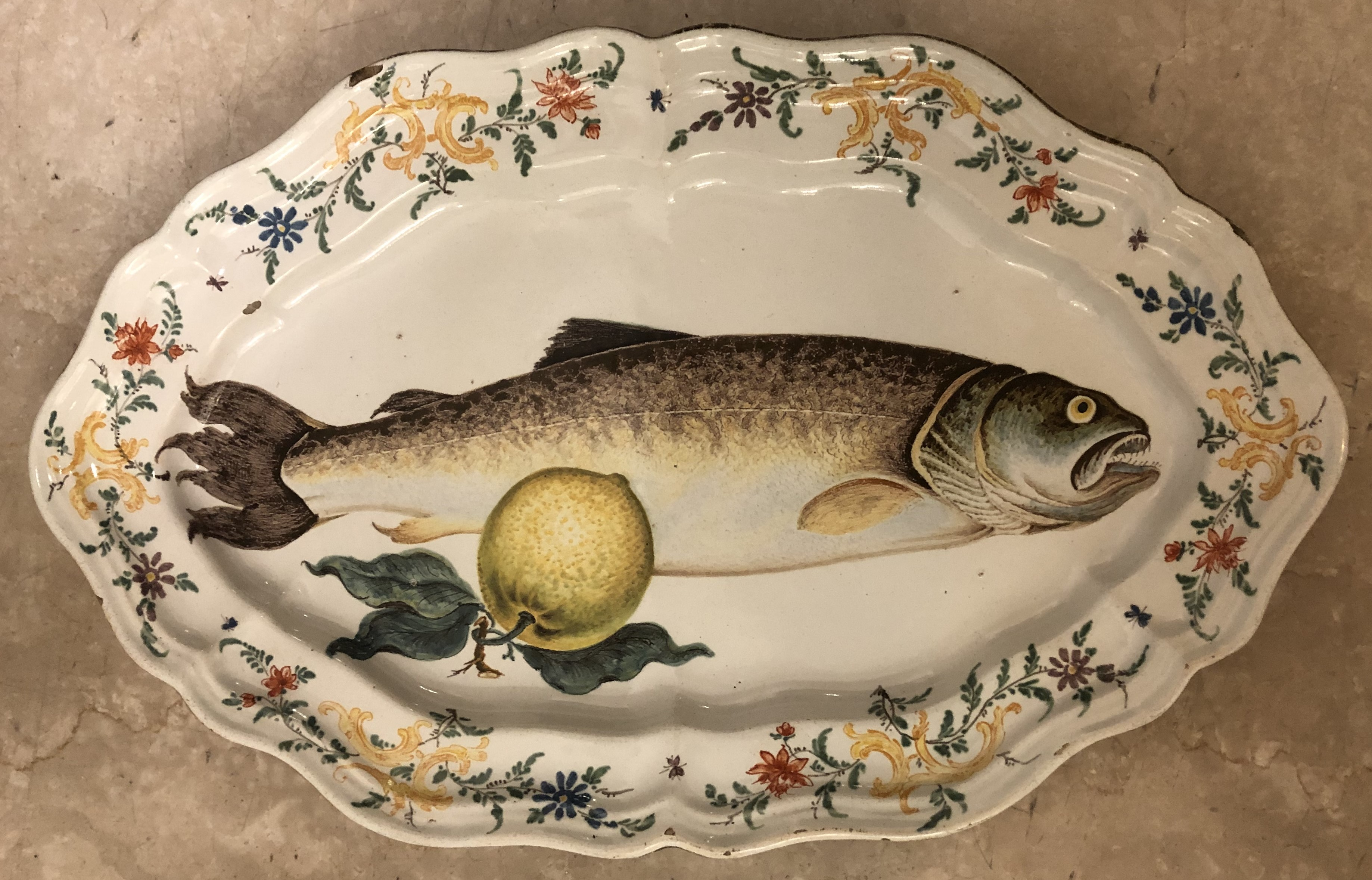
Piatto con trota, fabbrica di Antonio Ferretti, 1750-1760, cottura a gran fuoco

## Storia

### Dalle origini al XVII secolo
La produzione ceramica nel territorio di Lodi ha origini antiche. Si sono trovati reperti archeologici risalenti a epoca preistorica e anfore, statuette votive e lucernette decorate in rilievo risalenti al periodo Romano. 
Nel secolo XIV si ha una vasta produzione ceramica per decorazioni architettoniche in cotto. Nelle facciate delle chiese di Lodi, e in particolare negli ornati del chiostro dell’Ospedale Maggiore, nelle fasce decorative di palazzo Mozzanica, e in piazza  Broletto e piazza Mercato. Nel territorio Lodigiano sono anche stati ritrovati diversi esemplari, per lo più a frammenti, di ceramica graffita e ingobbiata, prodotta usando argilla rossa locale; questi esemplari sono databili tra la fine del XIV secolo e l'inizio del XVII secolo
I primi documenti scritti che testimoniano la presenza di fornaci lodigiane risalgono al secolo XVI e poi al secolo XVII. La produzione di ceramica aveva un modesto peso economico, dovuto sia alla limitatezza del mercato locale, che richiedeva perlopiù ceramiche per uso ordinario, ma anche alle numerose tasse, sia sull’importazione della materia prima, la terra di Stradella, sia sull’esportazione delle ceramiche. Infine vi erano limitazioni a stabilire fabbriche nel centro abitato, a causa del pericolo di incendio e dei fumi.
È accertata la presenza di ceramisti a Lodi nel secolo XVI e di almeno tre fabbriche nel secolo XVII. La produzione doveva essere di elevata qualità, vista l'importanza di alcune commissioni, come ad esempio quella per i Gonzaga nel 1526  e del cardinal Federico Borromeo nel 1623. Inoltre la ceramica di Lodi deveva avere buona fama considerato che maestranze lodigiane sono documentate presenti a Savona già nel 1545, nel Bresciano, nel Comasco e in Venetonel secolo XVII e vista la presenza di documenti daziari che certificano l'esportazione di ceramiche lodigiane in tutto il Ducato di Milano, fino a Borgomanero. Purtroppo non si sono conservate ceramiche lodigiane del XVII secolo, se non frammenti.

### XVIII e XIX secolo
A seguito della guerra di successione spagnola, a inizio del XVIII secolo il territorio lodigiano passò, col Ducato di Milano, agli Asburgo d'Austria. Furono quindi introdotte una serie di riforme economiche che diedero impulso all'economia e al commercio in generale. Nell'ambito della ceramica, pur permanendo vari dazi sulle materie prime e sulle esportazioni, si svilupparono varie fabbriche a Lodi, tra cui quella dei Coppellotti, già attiva nel XVII secolo, dei Rossetti e dei Ferretti, che rappresentano l'apice della produzione ceramica lodigiana di qualità. Artisti e decoratori poterono circolare più liberamente e questo permise alla ceramica lodigiana di arricchirsi di tecniche e decori provenienti dal Nord Europa e dalla Francia, come il decoro alla Bérain e la tecnica del piccolo fuoco. Scambi di operatori e prodotti sono documentati con altri centri ceramici del nord e centro Italia, come Bassano, il Modenese (Sassuolo in particolare), il Piemonte e Pesaro.
Nel 1796, con la battaglia del ponte di Lodi tra Napoleone e le truppe austriache, incominciò il declino della produzione di ceramica a Lodi, dovuto sia ai danni materiali subiti dalla fabbrica Ferretti, sita presso l'Adda, che al declino economico durante il periodo delle Guerre Napoleoniche e della successiva Restaurazione.
Nel 1823 la fornace Ferretti fu rilevata da Dossena, che condusse la sua azienda su un modello imprenditoriale, con una produzione non più artigianale su committenza, ma per produrre ceramiche da porre sul mercato. Dopo un periodo di successo testimoniato da esportazioni fino in Irlanda e Scozia e dall'acquisto di alcune ceramiche da parte della casa Savoia, la fornace chiuse a fine del XIX secolo.

## Materiali e tecniche

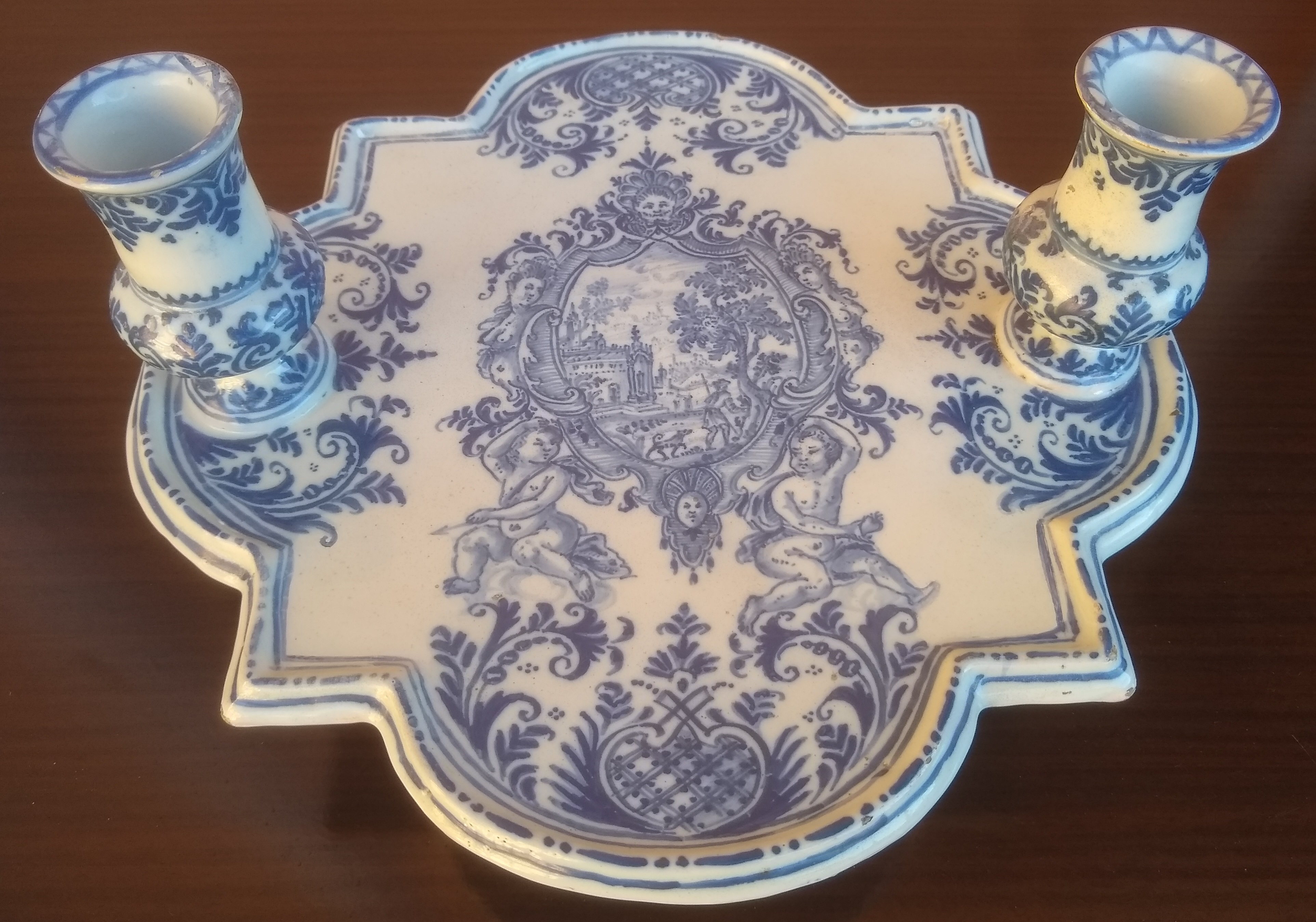
Alzata in maiolica, cottura a gran fuoco con decoro in blu, fabbrica Coppellotti, XVIII secolo

Per la ceramica veniva usata principalmente la terra di Stradella, un'argilla ricca di calcare, che, grazie alla sua plasmabilità, consentiva la produzione di ceramiche molto sottili e leggere.
Per lo smalto veniva usata sabbia di San Colombano al Lambro, ricca di silicio. Lo smalto conteneva stagno, ed era uniforme e piacevole al tatto. Trattandosi di ceramica a smalto stannifero, si tratta di maiolica.
La cottura veniva effettuata con la tecnica del gran fuoco o del piccolo fuoco

### Gran fuoco
La tecnica del gran fuoco fu la sola in uso fino alla metà del secolo XVIII, ma, anche dopo l’introduzione della tecnica del piccolo fuoco attorno al 1750, rimase comunque in uso.
Si effettuavano due cotture a circa 950 °C. Con la prima cottura si consolidava il manufatto che poteva poi essere smaltato e quindi, con lo smalto ancora non cotto, colorato. Lo smalto assorbiva parte del colore. Poiché si dipingeva sullo smalto crudo, quindi su una superficie porosa e assorbente, eventuali errori non potevano essere corretti. Il numero di colori utilizzabili era ridotto a quelli che potessero resistere all'alta temperatura della seconda cottura: manganese per il violetto, antimonio per il giallo, ferro per un colore rossastro, cobalto per il blu, rame per il verde. Il blu di cobalto tendeva a diffondere nello smalto, creando sfumature azzurre, e questo succedeva anche quando veniva mischiato al giallo per creare il verde . Il rosso vero e proprio compariva raramente, data l'alta probabilità di bruciare durante la cottura ad alta temperatura, e spesso si sopperiva con forti tonalità di arancione o di bruno manganese.

### Piccolo fuoco

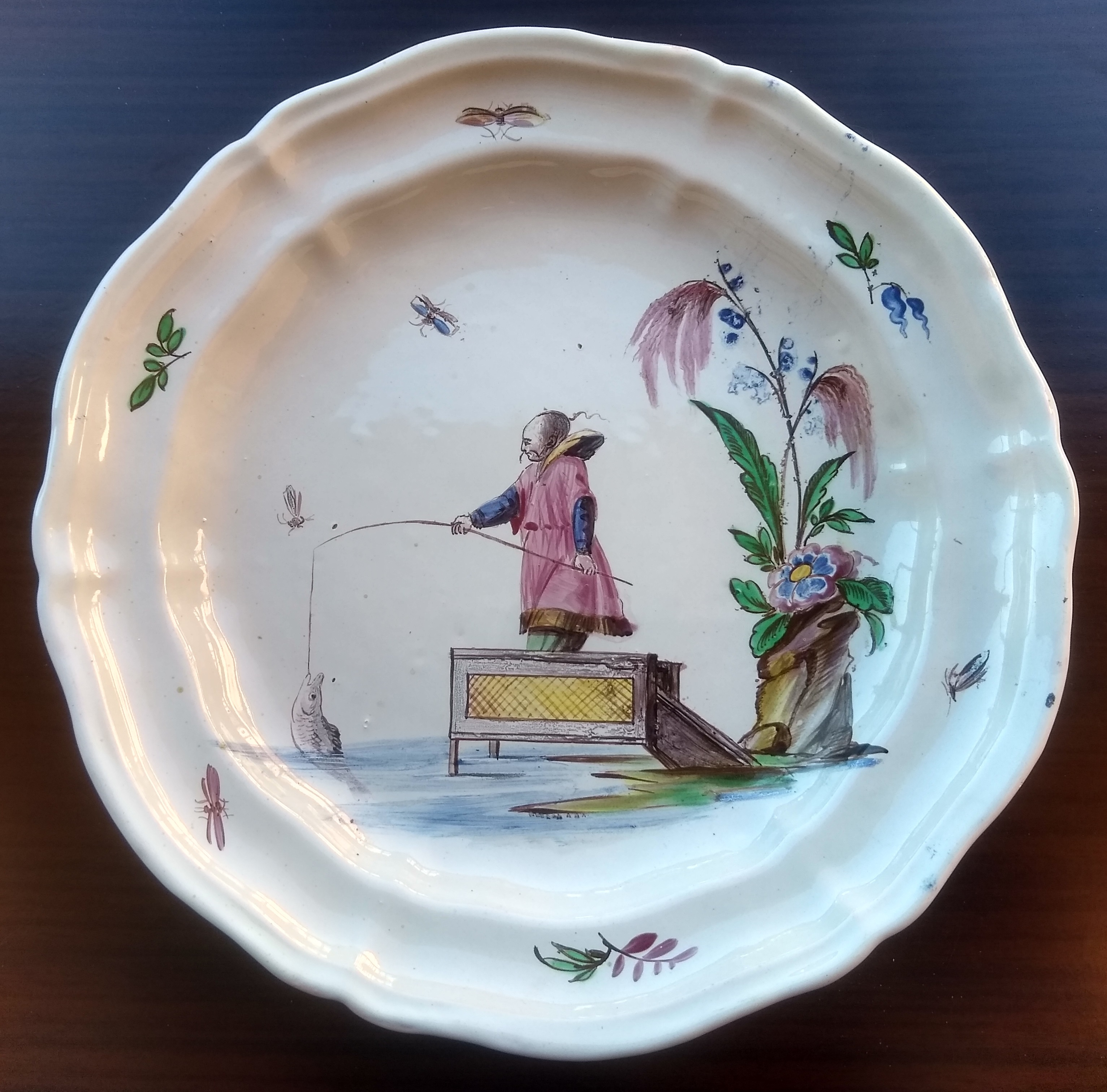
Piatto in maiolica, fabbrica Ferretti, 1775 circa, cottura a piccolo fuoco

Nella seconda metà del XVIII secolo fu introdotta la tecnica del piccolo fuoco, che permise una maggiore gamma di colori più vivaci. Dopo due cotture a circa 950 °C, identiche a quelle del gran fuoco, si pitturava il manufatto sullo smalto già vetrificato con colori che si sarebbero degradati ad alta temperatura e si procedeva a una terza cottura a circa 600-650 °C. La stesura sullo smalto già vetrificato permetteva la correzioni di eventuali errori. Uno dei nuovi pigmenti che si poterono usare grazie alla tecnica del piccolo fuoco fu il rosso della porpora di Cassio, ottenuto a partire da cloruro d’oro, che permise l’introduzione di varie tonalità e sfumature di rosso, dal rosa al porpora.
La prima fabbrica europea in cui si sviluppò la tecnica del piccolo fuoco fu quella di Paul Hannong a Strasburgo. Antonio Ferretti fu uno dei primi a introdurre questa tecnica in Italia.

## Fabbriche

### Coppellotti

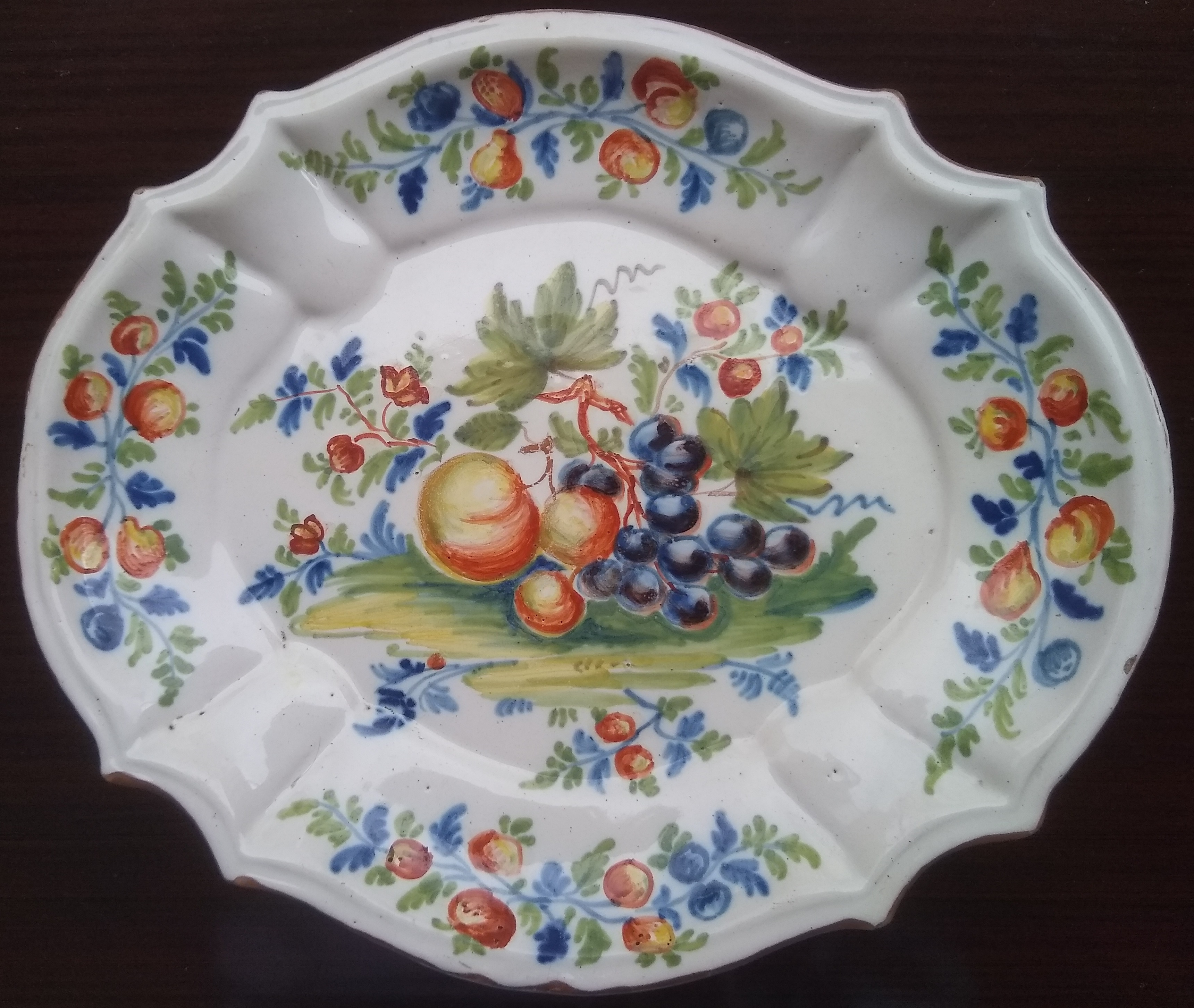
Piatto in ceramica di Lodi con decoro alla frutta, cottura a gran fuoco, fabbrica Coppellotti, 1740 circa

La fabbrica Coppellotti fu attiva dal 1641 a fine secolo XVIII; le ceramiche più pregiate risalgono al periodo 1735-1740, per le quali veniva utilizzata la tecnica del gran fuoco.
Furono prodotti piatti sagomati, centri tavola, teiere, caffettiere, zuccheriere.
Tra i decori si distinguono quelli di gusto francese, soprattutto il decoro 'De lambrequins et rayonnants' introdotto da Rouen, con arabeschi, panneggi, graticci e composizioni geometrico-floreali disposte a raggiera. La maggior parte di questi manufatti sono in monocromia turchina.
Vi sono poi molti altri decori originali policromi ispirati alla realtà Lodigiana locale, come frutta, pesci, paesaggini, castelli, contadini, viandanti, suonatori, figure orientaleggianti, accompagnati da animali, come uccelli e cani.

### Rossetti
La fabbrica Rossetti fu attiva a Lodi tra il 1729 e il 1736.
Le ceramiche Rossetti furono prodotte con la tecnica del Gran Fuoco e molte sono in monocromia blu, colore ricavato dall'ossido di cobalto. Rossetti eccelse nel decoro di ispirazione Francese ‘alla Bérain’, che prende il nome dal decoratore Francese Jean Bérain, con pilastri, balaustre, capitelli, urne, conchiglie, ghirlande di foglie stilizzate, divinità e satiri. Furono prodotti anche decori nello stile des lambrequins rayonnants, con arabeschi, graticci e composizioni geometrico floreali, a fiori stilizzati, disposte a raggiera, in monocromia blu o in policromia, ma con una tavolozza di colori limitata agli ossidi metallici che potessero resistere alle alte temperature e spesso con il colore blu dominante. Alcune ceramiche presentano nel centro paesaggi, con vedute di città e castelli, colline, laghi, nuvole e uccelli. Si sono anche conservate due alzate policrome, con paesaggi lacustri e una città.

### Ferretti

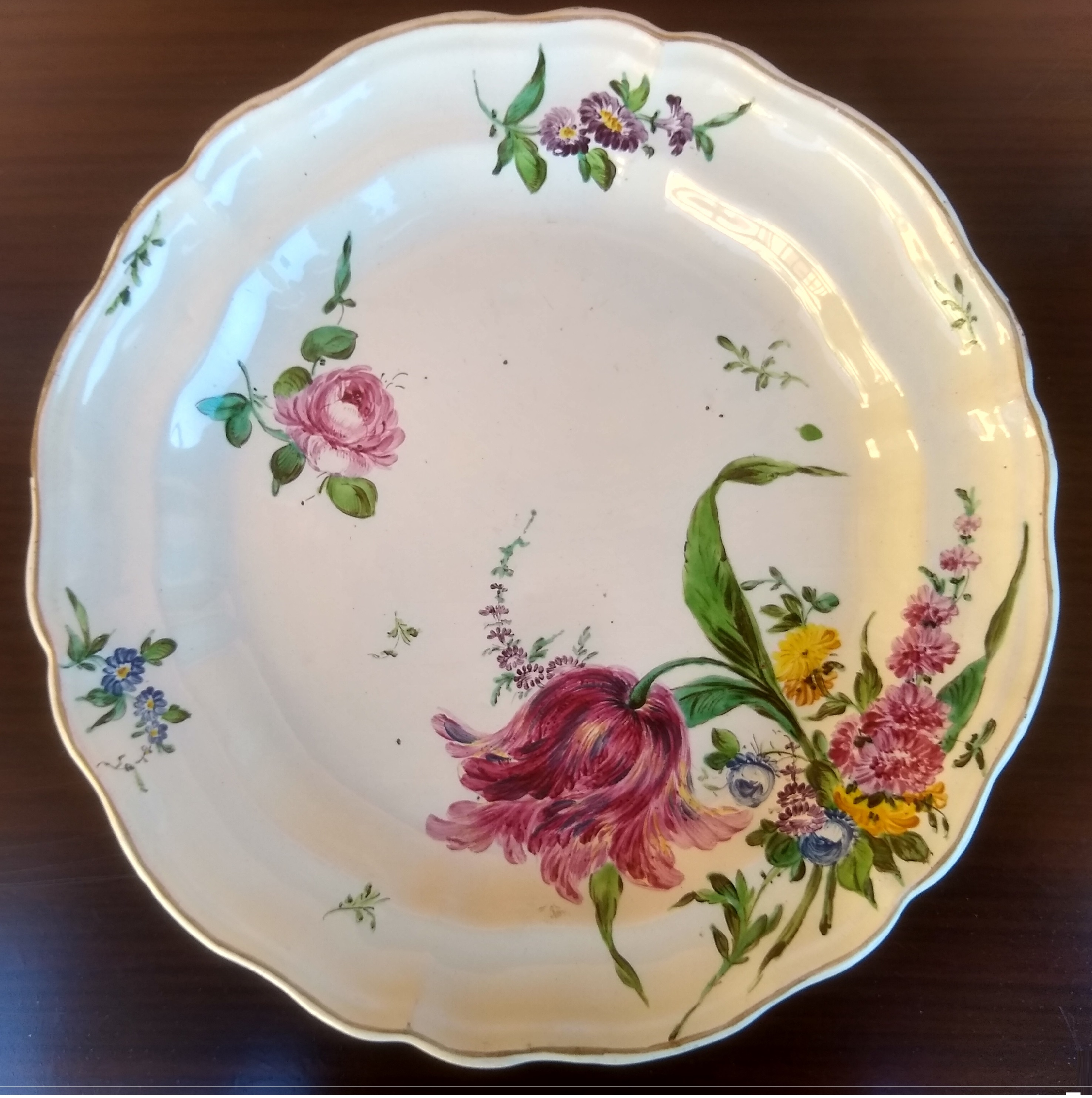
Piatto in maiolica di Lodi con decoro floreale, cottura a piccolo fuoco, fabbrica Ferretti, periodo 1770-75

La fabbrica Ferretti fu attiva a Lodi nel XVIII secolo fino a inizio del XIX secolo.
A partire dalla seconda metà del secolo XVIII, fu introdotta la tecnica del piccolo fuoco. Si ritiene che Antonio Ferretti fu uno dei primi a introdurre questa tecnica in Italia. 
Il decoro per cui la ceramica Ferretti è più conosciuta è quello a fiori naturalistici, che si affermò grazie alla vivacità dei colori resa possibile dall’introduzione della tecnica del piccolo fuoco.
Vennero soprattutto dipinti fiori di campo, come il myosotis (nontiscordardime), il ranuncolo, il fiordaliso, la campanula, la primula e la rosa canina, selvatica, ma anche varietà coltivate di rosa, il tulipano e il garofano. 
Oltre ai decori floreali, furono anche dipinti decori con figure cinesi e orientali, e alcuni decori alla frutta, con la tecnica del piccolo fuoco; e nature morte alla frutta, pesci, e scene istoriate con la tecnica del gran fuoco.

## Musei

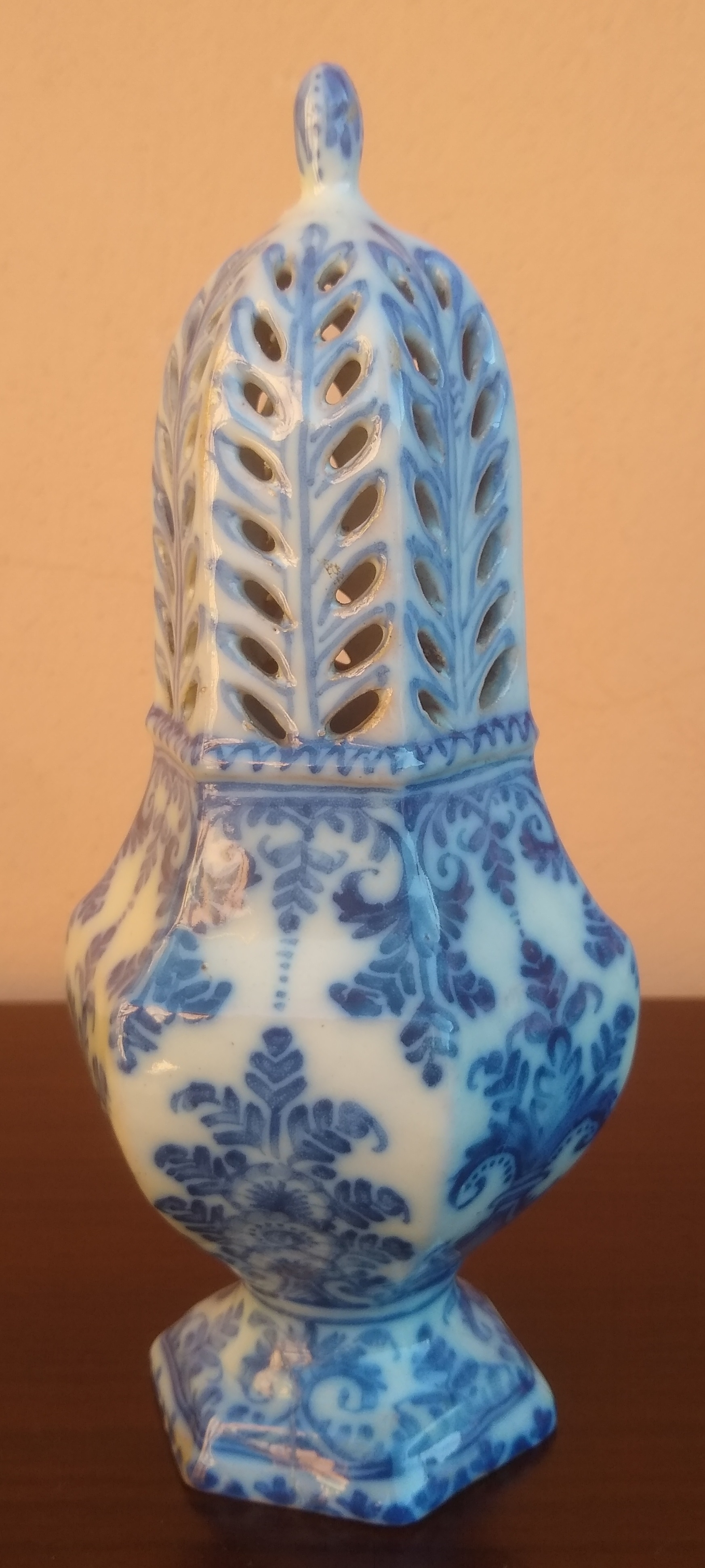
Spargizucchero in maiolica, Lodi, attribuito a fabbrica Rossetti, 1729-36, decoro con motivi geometrico floreali

Questi sono alcuni dei musei presso i quali sono conservate ceramiche di Lodi:
- Museo civico di Lodi
- Victoria and Albert Museum a Londra
- Musée national Adrien Dubouché a Limoges
- Museo delle arti decorative di Strasburgo
- Musée national de Céramique (Sèvres)
- Museo internazionale delle ceramiche in Faenza
- Museo civico d'arte antica di Palazzo Madama e Casaforte degli Acaja a Torino
- Musei del Castello Sforzesco a Milano
- Pinacoteca Ambrosiana a Milano
- Musei di Strada Nuova a Genova
- Museo Gianetti, Saronno
- Accademia Tadini, Lovere

## Galleria d'immagini

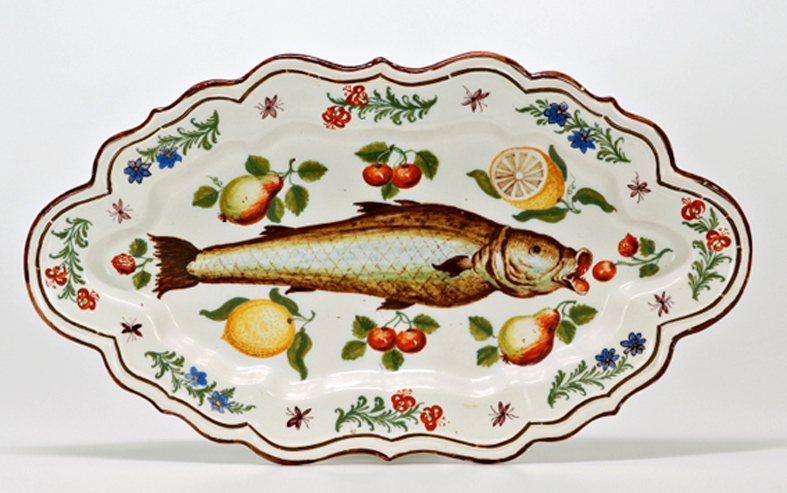
Vassoio in maiolica policroma con dipinti un pesce, fiori e frutta, 1751